# Владичанський Анатолій Анатолійович
Владичанський Анатолій Анатолійович (нар. 29 березня 1975, м. Макіївка, Донецька обл.) — український громадський діяч, волонтер, юрист трудового права, голова громадської ради при Державній службі України з питань праці (2018—2020 р.р.), голова громадської ради при Національній соціальній сервісній службі України (2022 р. — по цей час),  Помічник народного депутата України 9-го скликання.

## Життєпис
Владичанський Анатолій Анатолійович, народися у м. Макіївка, Донецької області, 29 березня 1975 року. З 1982 р. по 1990 р. навчався у школі. У 1990 році вступив до Донецького технікуму промислової автоматики за спеціальністю «технологія відкритої і підземної розробки корисних копалин», який у 1994 році закінчив з відзнакою. З 1994 р. по 1999 р. навчався у Університеті внутрішніх справ (м. Харків) за спеціальністю «правознавство» та у Макіївському економіко — гуманітарному інституті за спеціальністю «психологія». З 1994 р. по 2000 р. перебував у трудових відносинах з шахтоуправлінням ім. С. М. Кірова ДП ГХК «Макіїввугілля» виконуючи посадові обов'язки гірничого майстра. Протягом 2000—2002 р.р. виконував обов'язки помічника командира взводу у 3 воєнізованому гірничо — рятувальному загоні. З 2003 року по 2010 рік перебував у трудових відносинах з Територіальною державною інспекцією праці у Донецькій області займаючи посади — провідного спеціаліста-державного інспектора праці, головного спеціаліста-державного інспектора праці, начальника відділу контролю за додержанням законодавства № 3 — державного інспектора праці. З 2010 р. по 2011 р. перебував у трудових відносинах з ТОВ "Компанія «Фактор» займаючи посаду помічник директора. Протягом 2013—2019 р.р. виконував обовязки помічника керівника у ТОВ «Стрім моторс». З травня 2015 року Голова громадської організації внутрішньо переміщених осіб та осіб з інвалідністю «БУСЕЛ».
Одружений, має двох дітей.

### Експерт з трудового права
Анатолій Владичаанський є учасником та організатором проведення семінарів на теми, які пов'язані із трудовими відносинами роботодавців і працівників. Наприклад, таких тем як: укладення трудового договору в умовах воєнного стану, розірванні договору з ініціативи роботодавця чи працівника, робота в нічний час; перевірки трудового законодавства (перевірки Держпраці та ДФС); ризики підприємств малого та середнього бізнесу у разі порушень вимог трудового законодавства, та інші. Активний учасник засідань робочих груп при Комітеті Верховної Ради з питань соціальної політики та захисту прав ветеранів.

## Останні публікації експерта[7]
- Початок року — час для перегляду окладів та тарифних ставок (2024)
- Чи можна прийняти на роботу за сумісництвом бухгалтера бюджетної установи?
- Особливості прийняття на роботу під час війни
- Порядок звільнення працівників під час війни
- Відпускні та компенсація за невикористані дні у воєнний час
- Початок року — час для перегляду окладів та тарифних ставок (2023)
- Сумісники. Частина ІІ. Переведення працівника з сумісництва на основне місце роботи

## Громадська діяльність
2015—2017 р.р. член громадської ради при Державній службі України з питань праці;
2015—2017 р.р. експерт при громадській ради Міністерства соціальної політики України;
2017—2019 р.р. член громадської ради Міністерства соціальної політики України, голова комітету з питань громадського контролю за формуванням і реалізацію державної політики у сферах соціального захисту осіб з інвалідністю, громадян, які постраждали внаслідок Чорнобильської катастрофи, та інших осіб (сімей), які перебувають у складних життєвих обставинах і не можуть самостійно їх подолати;
2018—2020 р.р.  голова громадської ради при Державній службі України з питань праці;
2018—2020 р.р. член громадської ради при Державній службі морського та річкового транспорту України. Голова Установчих зборів з формування громадської ради при Державній службі морського та річкового транспорту України.
2022 р. — по цей час голова громадської ради при Національній соціальній сервісній службі України

## Державні та відомчими нагороди
- орден «За заслуги» III ступеня (22.01.2022)[8]
- відзнака Президента України «За гуманітарну участь в антитерористичній операції» (наказ Державної служби України у справах ветеранів війни та учасників антитерористичної операції від 24.11.17р. № 97);
- Подяка Міністерства соціальної політики України (наказ від 17.09.2018 р. № 30-кс);
- Грамота Міністра оборони України — генерала армії України (наказ від 16.08.2017 р. № 552);
- Нагрудний знак «За сприяння обороні Києва».